# 不争论
不争论是邓小平的思想，主要内涵是不搞“姓社姓资”争论，注重经济建设。
1979年，前中國國務院副總理時任安徽省委第一書記的万里在安徽推行家庭聯產承包責任制，邓小平告诉他“不要争论”。1992年春，邓小平在南方谈话（鄧小平南巡）中说：“不搞争论，是我的一个发明。不争论，是为了争取时间幹。一争论就复杂了，把时间都争掉了，什么也干不成。”